# 고추 식초

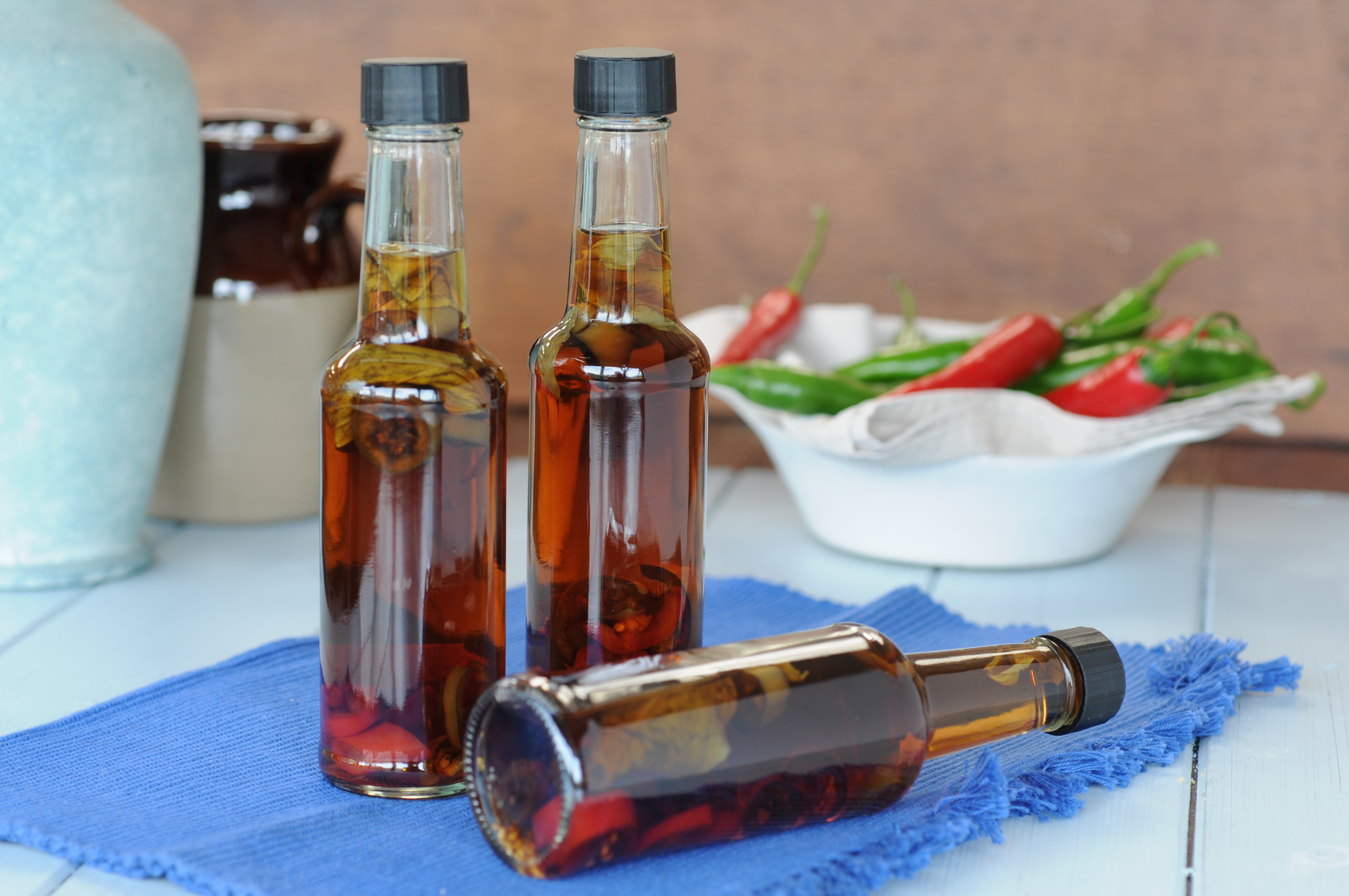
고추 식초

고추 식초는 고추를 우려내 맛을 낸 식초다. 매운맛과 신맛으로 음식의 풍미를 더해주는 조미료다.

## 세계의 고추 식초

### 영국
영국 요리에서 칠리 비니거(영어: chilli vinegar)는 파이 앤드 매시 등에 흔히 곁들이는 조미료다. 19세기 영국의 노동자 계급 식당에서 칠리 비니거를 즐기기 시작했으며, 코크니 음식 문화의 상징으로 여겨진다.

## 같이 보기
- 고추기름
- 핫소스